# AFI Fest 2014
Le AFI Fest 2014, officiellement intitulé festival international du film de Los Angeles 2014 (AFI Los Angeles International Film Festival ou AFI Film Festival), s'est tenu du 6 au 13 novembre 2014 à Hollywood (Los Angeles).

## Sélection

### World Cinema
- '71 de Yann Demange  Royaume-Uni
- The Absent (Los ausentes) de Nicolás Pereda  Mexique
- August Winds (Ventos de agosto) de Gabriel Mascaro (en)  Brésil
- Black Coal, Thin Ice (白日焰火, Bai ri yan huo) de Diao Yi'nan  Chine  Hong Kong
- Breathe (Respire) de Mélanie Laurent  France
- The Duke of Burgundy de Peter Strickland  Royaume-Uni
- Eden de Mia Hansen-Løve  France
- The Fool (Durak) de Yury Bykov  Russie
- From What Is Before (Mula sa kung ano ang noon) de Lav Diaz  Philippines
- Gett: The Trial of Viviane Amsalem (גט - המשפט של ויויאן אמסלם) de Ronit Elkabetz et Shlomi Elkabetz  Israël
- Girlhood (Bande de filles) de Céline Sciamma  France
- Goodnight Mommy (Ich seh, Ich seh) de Veronika Franz et Severin Fiala  Autriche
- Sea Fog (해, Haemoo) de Shim Sung-bo  Corée du Sud
- Les Opportunistes (Il capitale umano) de Paolo Virzì  Italie
- The Iron Ministry de J.P. Sniadecki  Chine  États-Unis
- Jauja de Lisandro Alonso  Argentine  États-Unis  Pays-Bas  France  Mexique
- Leviathan (Левиафан, Leviafan) de Andreï Zviaguintsev  Russie
- Manos Sucias de Josef Kubota Wladyka  Colombie  États-Unis
- Over Your Dead Body (Kuime) de Takashi Miike  Japon
- Reality (Réalité) de Quentin Dupieux  France  Belgique
- Red Army de Gabe Polsky  États-Unis  Russie
- The Salt of the Earth de Wim Wenders et Juliano Ribeiro Salgado  France  Brésil
- Le Chant de la mer (Song of the Sea) de Tomm Moore  Irlande
- Stations of the Cross (Kreuzweg) de Dietrich Brüggemann  Allemagne
- Timbuktu de Abderrahmane Sissako  Mauritanie  France
- Titli de Kanu Behl  Inde
- Tu dors Nicole de Stéphane Lafleur  Canada
- Villa Touma de Suha Arraf  Israël
- Wild Tales (Relatos salvajes) de Damián Szifrón  Argentine  Espagne[1]

### Special Screenings
- Clouds of Sils Maria de Olivier Assayas  France  Allemagne  Suisse
- Merchants of Doubt de Robert Kenner (en)  États-Unis
- Mommy de Xavier Dolan  Canada
- Mr. Turner de Mike Leigh  Royaume-Uni
- Saint Laurent de Bertrand Bonello  France
- American Sniper de Clint Eastwood  États-Unis
- Still Alice de Richard Glatzer et Wash Westmoreland  États-Unis
- Tales of the Grim Sleeper de Nick Broomfield  Royaume-Uni  États-Unis
- Two Days, One Night (Deux jours, une nuit) de Jean-Pierre et Luc Dardenne  Belgique  France  Italie

### American Independants
- 10.000 km de Carlos Marqués-Marcet  Espagne  États-Unis
- Buzzard de Joel Potrykus  États-Unis
- Faults de Riley Stearns  États-Unis
- Felt de Jason Banker  États-Unis
- Happy Valley de Amir Bar-Lev  États-Unis
- Heaven Knows What de Benny Safdie et Josh Safdie  États-Unis
- Thou Wast Mild and Lovely de Josephine Decker  États-Unis
- The Vanquishing of the Witch Baba Yaga de Jessica Oreck  Ukraine  États-Unis  Russie  Pologne

### Midnight
- Alleluia de Fabrice Du Welz  Belgique  France
- A Hard Day (Kkeut-kka-ji-gan-da) de Kim Seong-hun  Corée du Sud
- It Follows de David Robert Mitchell  États-Unis
- What We Do in the Shadows de Taika Waititi et Jemaine Clement  Nouvelle-Zélande[1]

### Breakthrough
- The Blue Wave (Mavi dalga) de Zeynep Dadak et Merve Kayan  Turquie  Allemagne  Pays-Bas  Grèce
- Fish and Cat (Mahi va gorbeh) de Shahram Mokri  Iran
- May Allah Bless France! (Qu'Allah bénisse la France) de Abd Al Malik  France
- The Midnight Swim de Sarah Adina Smith  États-Unis[1]

### New Auteurs
- Alive (Sanda) de Park Jungbum  Corée du Sud
- Blind de Eskil Vogt  Norvège  Pays-Bas
- Flapping in the Middle of Nowhere (Đập cánh giữa không trung) de Nguyễn Hoàng Điệp  Viêt Nam  France  Norvège  Allemagne
- Güeros de Alonso Ruizpalacios  Mexique
- Run de Philippe Lacôte  Côte d'Ivoire  France
- Self Made (Boreg) de Shira Geffen  Israël
- The Tribe (Плем'я) de Myroslav Slaboshpytskiy  Ukraine  Pays-Bas
- Viktoria de Maya Vitkova  Bulgarie  Roumanie
- Violet de Bas Devos  Belgique  Pays-Bas
- The Wonders (Le meraviglie) de Alice Rohrwacher  Italie[2]

## Palmarès

### Courts métrages
- Grand prix du jury du meilleur court métrage : Buffalo Juggalos de Scott Cummings  États-Unis
- Grand prix du jury du meilleur court métrage d'animation : Yearbook de Bernardo Britto  États-Unis
- Special Jury Mention for Breakthrough Filmmaker : Joe Callander pour Gary Has An AIDS Scare  États-Unis
- Mention spéciale du jury de la meilleure réalisation : Morgan Knibbe pour Shipwreck  Pays-Bas
- Special Jury Mention for Vision : Kevin Jerome Everson pour Sound That  États-Unis
- Special Jury Prize for Collection : David O'Reilly pour Children’s Song, NDA, Wrong Number  États-Unis

### Longs métrages
- World Cinema Audience Award : Red Army de Gabe Polsky  États-Unis  Russie
- New Auteurs Audience Award : Güeros d'Alonso Ruizpalacios  Mexique

- Special Jury Mention for Screenwriting : Alonso Ruizpalacios pour Güeros  Mexique
- Special Jury Mention for Cinematography : Bas Devos pour Violet  Belgique  Pays-Bas
- New Auteurs Critic’s Award : Self Made (Boreg) de Shira Geffen  Israël
- Visionary Special Jury Award : The Tribe de Myroslav Slaboshpytskiy  Ukraine  Pays-Bas
- American Independents Audience Award : 10.000 km de Carlos Marqués-Marcet  Espagne  États-Unis
- Breakthrough Audience Award : The Midnight Swim de Sarah Adina Smith  États-Unis[3]